# Bikini Warriors
Bikini Warriors (ビキニ・ウォリアーズ, Bikini Woriāzu) é uma franquia de mídia japonesa. Um anime de 12 episódios foi ao ar entre 7 de julho e 22 de setembro de 2015. Um mangá e um jogo eletrônico também foram anunciados.

## Personagens

### Personagens principais
Lutadora (ファイター, Faitā)
Voz de: Yōko Hikasa (Japonês), Felecia Angelle (Português)
Uma mulher ruiva, um tanto impulsiva e teimosa, e líder do partido. Ela também é filha de um lendário guerreiro que salvou o país no passado.
Paladina (パラディン, Paradin)
Voz de: Kana Ueda (Japonês), Alexis Tipton (Português)
Uma bela mulher loira que (mais imprópria à sua vocação) abriga desejos sexuais fechados.
Maga (メイジ, Meiji)
Voz de: Ai Kakuma (Japonês), Sarah Wiedenheft (Português)
A membra mais jovem e mais tímida do grupo, a Maga é uma menina de cabelos roxos e delicada, experiente na arte da feitiçaria.
Elfa Negra (ダークエルフ, Dākuerufu)
Voz de: Chiaki Takahashi (Japonês), Dawn M. Bennett (Português)
Uma membra da raça dos elfos negros que auxilia o grupo com uma combinação versátil de habilidades de combate e uso de magia. Inicialmente bastante arrogante quando se juntou aos outros pela primeira vez, perdendo sua atitude conforme vão se aventurando juntas.

### Outros personagens
Caçador (ハンター, Hantā)
Voz de: Manami Numakura (Japonês), Tia Ballard (Português)
Um sobrevivente com habilidades culinárias horríveis que se torna um parceiro muito próximo da Valquíria.
Valquíria (ヴァルキリー, Varukirī)
Voz de: Shizuka Itō (Japonês), Mallorie Rodak (Português)
Uma dama de nascimento nobre que decidiu dedicar sua vida à luta contra o mal. Valquíria é muito arrogante e tsundere.
Clériga (クレリック, Kurerikku)
Voz de: Aimi Tanaka
Uma sacerdotisa de aparência delicada de uma divindade da guerra, cuja especialidade está na magia relacionada ao combate às custas de suas capacidades de cura clerical.
Kunoichi (女忍, Menin)
Voz de: Yumi Hara
Uma jovem ninja que pretende roubar a mais lendária armadura de biquíni.
Cavaleira Negra (ブラックナイト, Burakku Naito)
Voz de: Eri Kitamura 
Uma cavaleira muito determinada e forte. No entanto, apesar de sua severidade, ela tem um medo mortal dos mortos-vivos.
Necromante (ネクロマンサー, Nekuromansā)
Voz de: Akane Fujita 
Uma garota infantil e demoníaca que pode despertar e controlar os mortos com sua magia, assim como transformar os vivos que entram em contato com ela em mortos-vivos. Necro-fetichista, ela deseja se unir a outra garota, preferivelmente com a Cavaleira Negra, e torná-la sua companheira zumbi.

## Mídia

### Anime
Um anime baseado no mangá dos estúdios Feel e PRA foi ao ar entre 7 de julho e 22 de setembro de 2015. A Madman Entertainment garantiu direitos de streaming na Austrália e na Nova Zelândia, que transmitiram a série no AnimeLab. A Funimation anunciou que havia garantido os direitos de transmissão na América do Norte e transmitiu a série em seus serviços.